# Виконт Кемсли
Виконт Кемсли (англ. Viscount Kemsley) из Дропмора в графстве Бакингемшир — наследственный титул в системе Пэрства Соединённого королевства. Он был создан 12 сентября 1945 года для газетного издателя Гомера Берри, 1-го барона Кемсли (1883—1968). 25 января 1928 года он получил титул баронета из Дропмора в графстве Бакингемшир, а в 1936 году для него был создан титул барона Кемсли из Фарнем Роял в графстве Бакингемшир (Пэрство Соединённого королевства). Гомер Берри был младшим братом промышленника Генри Сеймура Берри, 1-го барона Бакленда (1877—1928), и газетного магната Уильяма Берри, 1-го виконта Кэмроуза (1879—1954).
По состоянию на 2024 год носителем титула являлся его внук, Ричарда Берри, 3-й виконт Кемсли (род. 1951), который сменил своего дядю в 1999 году.
Достопочтенный сэр Энтони Джордж Берри (1925—1984), консервативный политик, младший сын 1-го виконта Кемсли.

## Виконты Кемсли (1945)
- 1945—1968: (Джеймс) Гомер Берри, 1-й виконт Кемсли (7 мая 1883 — 6 февраля 1968), младший (третий) сын Джона Матиаса Берри (1847—1917);
- 1968—1999: (Джеффри) Лионель Берри, 2-й виконт Кемсли (29 июня 1909 — 28 февраля 1999), старший сын предыдущего;
- 1999 — настоящее время: Ричард Гомер Берри, 3-й виконт Кемсли (род. 17 апреля 1951), единственный сын майора достопочтенного Дэниса Гомера Берри (1911—1983) от второго брака, племянник предыдущего;
  - Наследник: достопочтенный Люк Гомер Берри (род. 2 февраля 1998), старший сын предыдущего.